# Calathea lancifolia
Calathea lancifolia là một loài thực vật có hoa trong họ Marantaceae. Loài này được Boom mô tả khoa học đầu tiên năm 1905.

## Hình ảnh

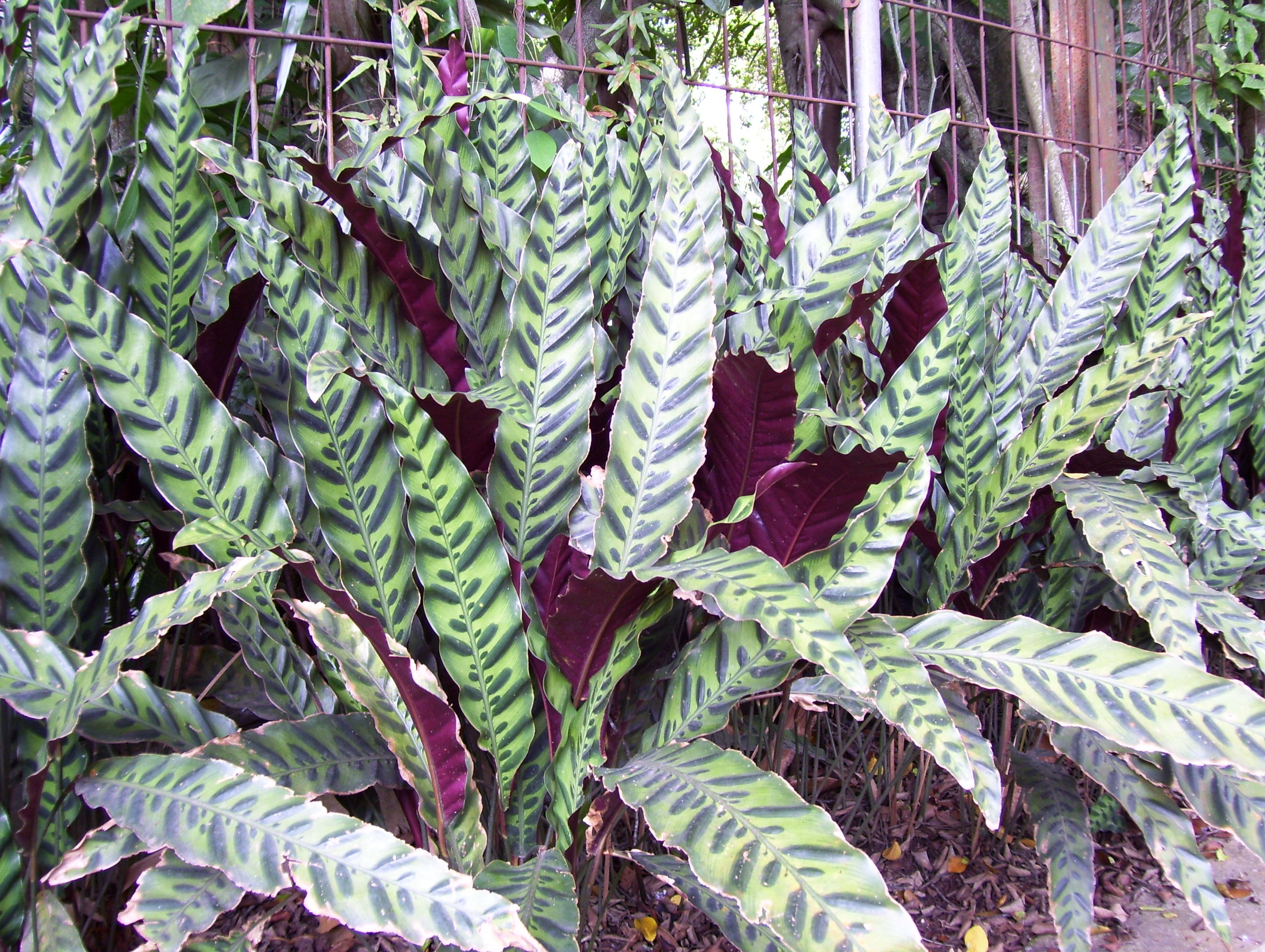
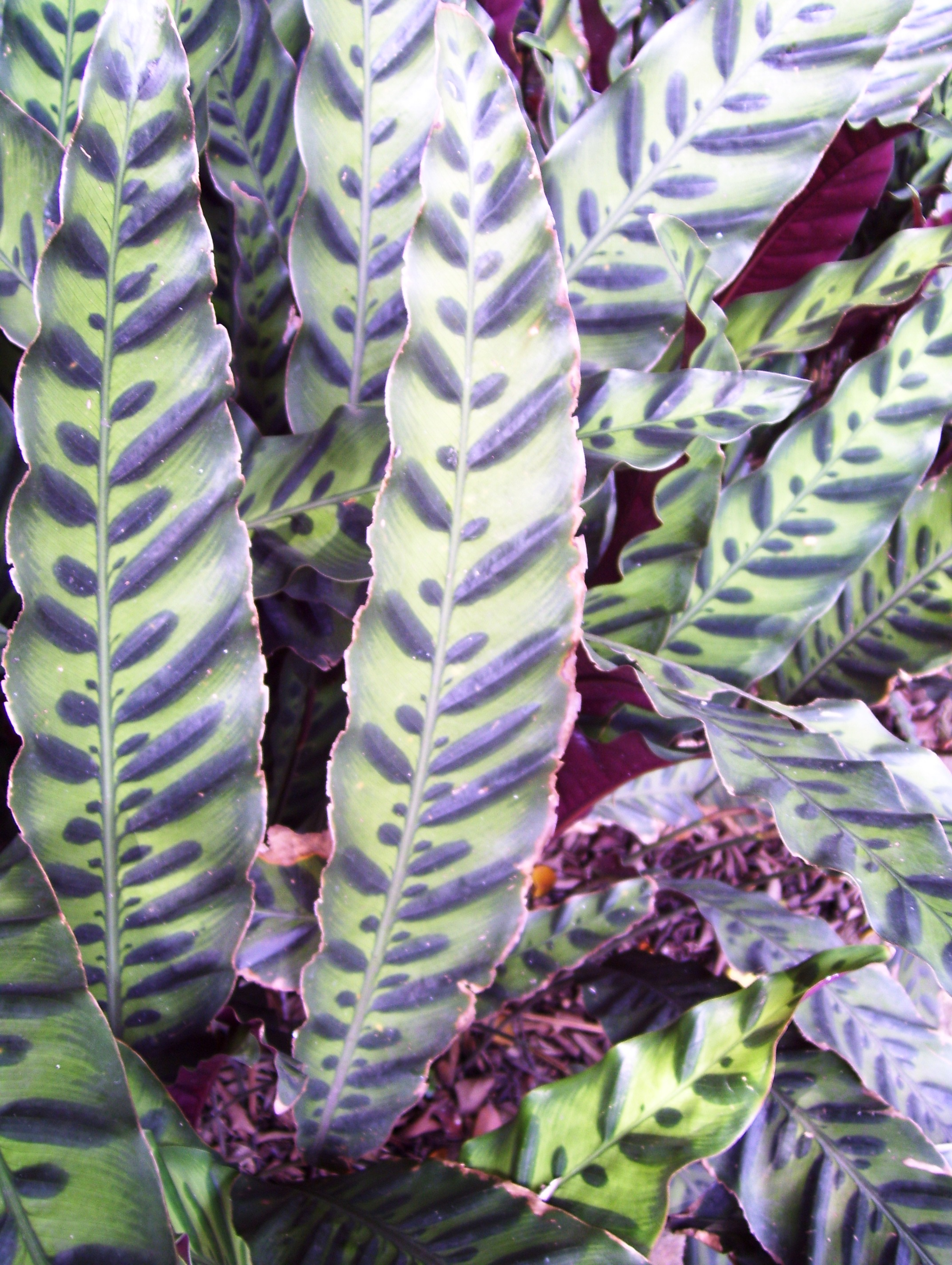
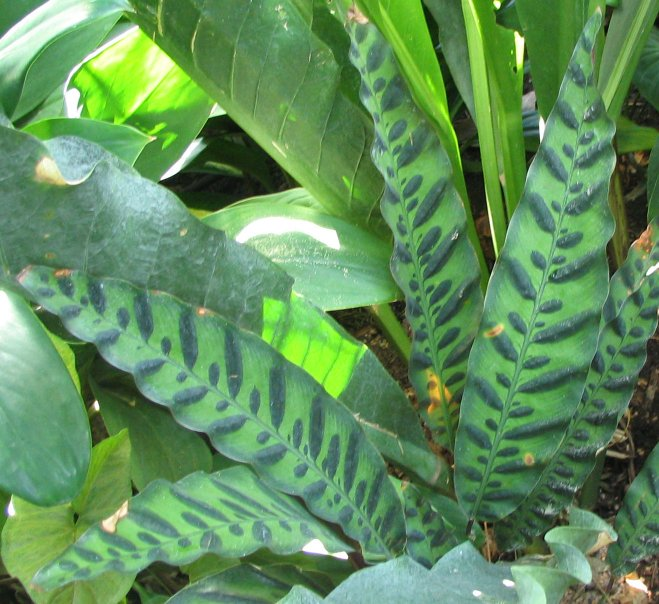
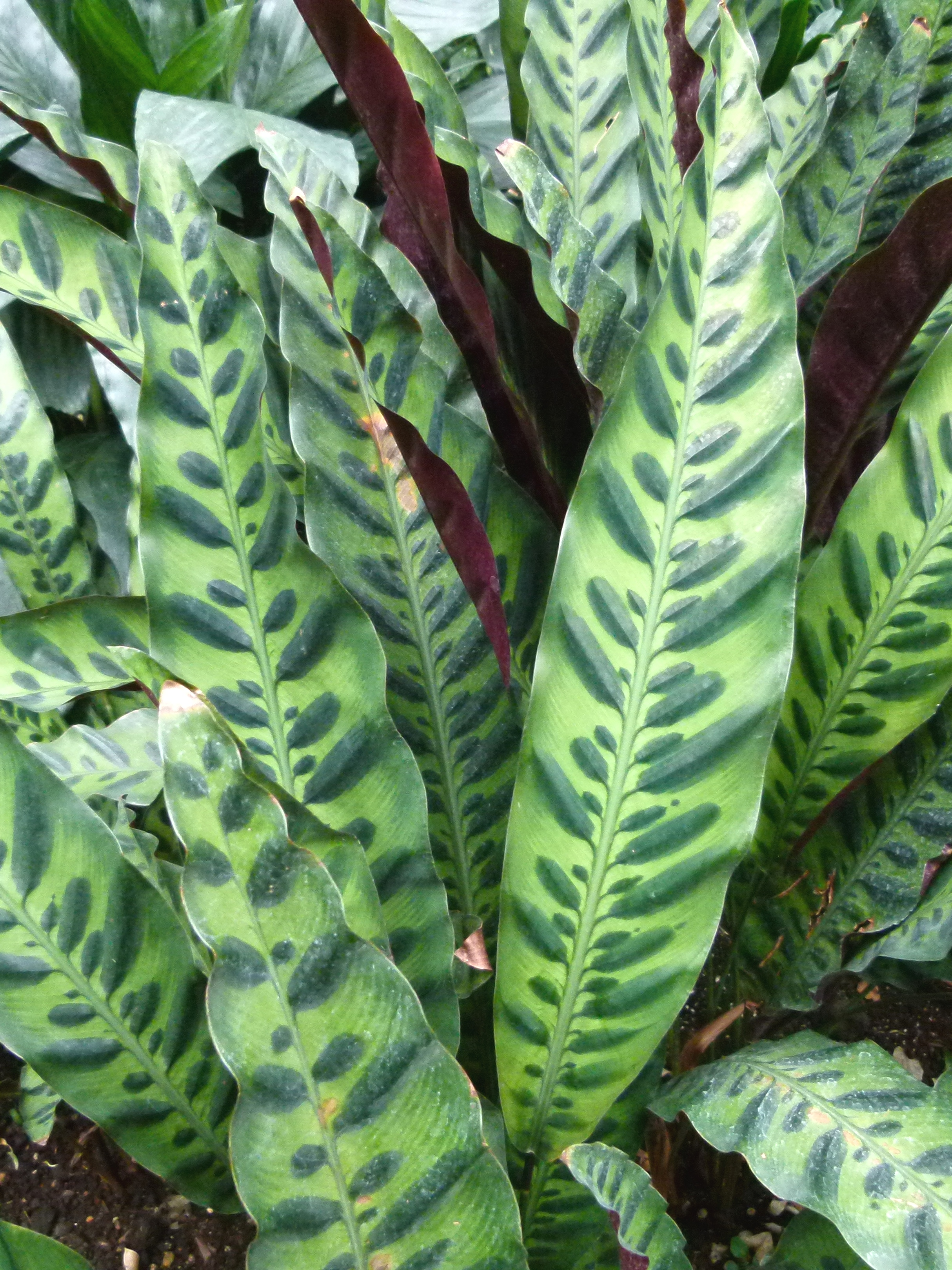